# トリニダード・ガバメント鉄道
トリニダード政府鉄道（トリニダードせいふてつどう、英: Trinidad Government Railway）は、かつて1876年から1968年12月28日にかけてトリニダード・トバゴのトリニダード島に存在した鉄道会社である。

## 建設の背景

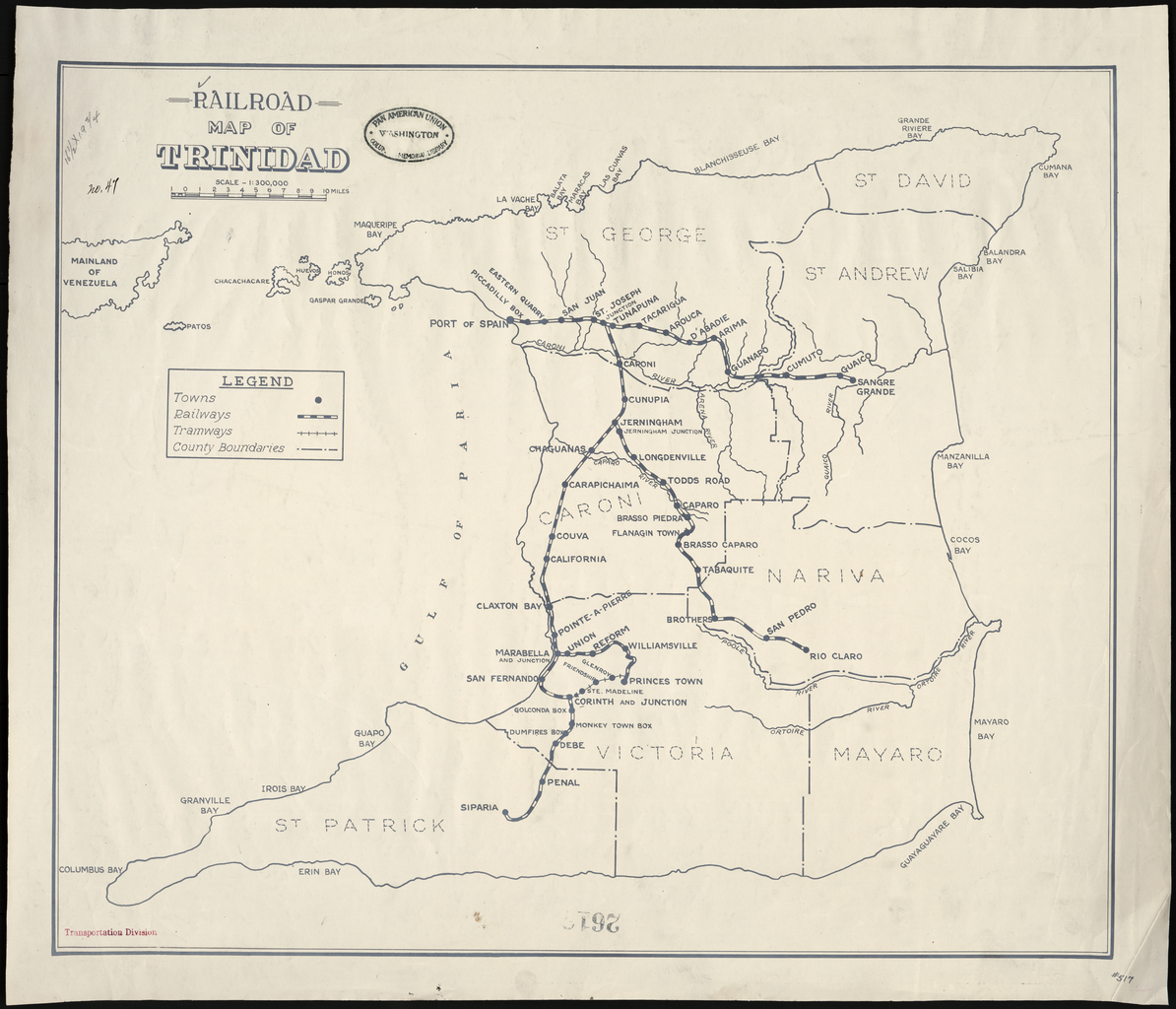
トリニダード島の鉄道路線図（1925年）

トリニダード・トバゴにおける鉄道の歴史は1846年に民営のトリニダード鉄道会社の設立にさかのぼる。
もともとはアリマ とポート・オブ・スペイン を結ぶために建設されたが、1880年にクーバ 、1882年にサン・フェルナンド、1897年にクナポ （現・サングレ・グランデ ）、1898年にタバキテ、1913年にシパリア、1914年にリオ・クラロ へと順次延伸され、路線網は最大で173キロメートル (107 mi)に及んだが、第一次世界大戦後の自動車の出現によりシェアを奪われ、1953年4月から部分廃止が始まり、1968年12月28日をもってトリニダード政府鉄道は完全に廃止された。

## 駅一覧
主要な駅、終点および分岐点は、以下の通り。
- ポート・オブ・スペイン (Port of Spain) - 終点、中心地および港
  - チュナプア（英語版） (Tunapuna) - 東の分岐点
  - サングレ・グランデ（英語版） (Sangre Grande) - 東の終点
- チュナプア - 東の分岐点
  - チャグアナス (Chaguanas) - 南東の分岐点
  - リオ・クラロ（英語版） (Rio Claro) - 南東の終点
- チャグアナス - 南東の分岐点
  - ガスパリロ（英語版） (Gasparillo) - 分岐点
  - プリンセス・タウン（英語版） (Princes Town) - 終点
- ガスパリロ - 分岐点
- サン・フェルナンド (San Fernando) - 南の町
- ペナル（英語版） (Penal) - 町
- シパリア（英語版） (Siparia) - 南の終点

## 車両
- 蒸気機関車

- ディーゼル機関車

- 気動車

109形2編成4両 - イギリス国鉄から1960年代に譲渡され、全廃まで活躍した。

## 廃止後
廃止後は沿線の大半で線路が撤去されたが、旧ポートオブスペインの駅舎をはじめ、多数の施設が残存する。車両についてはサン・フェルナンド駅跡の近くに最終列車を牽引したキットソン製の11号機が、ハンスレット製のD号機がポートオブスペイン市立博物館で静態保存されている。
2008年4月11日に、2つの新しいトリニダード・ラピッド鉄道 (Trinidad Rapid Railway) の旅客路線の建設が計画され、トリニトレイン (Trinitrain) 協会が選ばれたものの、2010年に計画は中止となった。